# Zoomorfizm

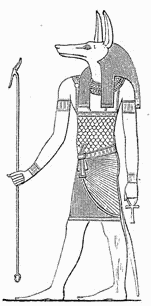
Bóg Anubis ma ciało człowieka i głowę szakala

Zoomorfizm – w sztuce plastycznej przedstawianie w kształcie zwierząt (realnych lub fantastycznych) bóstw, pojęć abstrakcyjnych, zjawisk przyrody itp.
Starożytni Egipcjanie przedstawiali swoich bogów jako pół ludzi, pół zwierzęta (ciało człowieka i głowa zwierzęcia) lub stosowano atrybuty zwierzęce. Czczono także te zwierzęta, które symbolizowały bóstwa, np. jeżeli czczono Horusa, to także sokoły.
Ornament zawierający motywy zoomorficzne popularny był w sztuce wikingów w IX-XI wieku.
W okresie renesansu i klasycyzmu motywy zoomorficzne często były częścią składową groteski, arabeski.